# Colón FC
Colón FC is een Uruguayaanse voetbalclub uit de hoofdstad Montevideo. De club speelde één seizoen in de hoogste afdeling, in 1965.